# 找到我
《找到我》（暫譯）是一部於2019年出版的小說，作者是安德列·艾席蒙。本書是艾席蒙2007年的小說處女作《以你的名字呼喚我》的續集。

## 情節梗概
《找到我》的故事分為三部分，分別於羅馬、巴黎和紐約發生。
已經離婚的山繆·帕爾曼從佛羅倫斯踏上前往羅馬的旅程，去看望已經成為古典鋼琴家的兒子艾里奧。在火車上，山繆結識了一位年輕貌美的女子，這次相逢打亂了他的計畫，更使他的人生發生了巨大的改變。不久之後，艾里奧移居巴黎，並且同樣開始了一段意義非凡的感情關係。與此同時，身在紐英倫的奧利弗已經是一名大學教授，幾個兒子也都長大成人，這時的他突然萌生了重新造訪歐洲的想法。

## 創作背景
2018年11月，因執筆《以你的名字呼喚我》的劇本而獲得奧斯卡金像獎的詹姆士·艾佛利在接受採訪時透露，自己未有參與電影續集的籌劃，原著作者艾席蒙也曾向他表示，拍攝續集不是個好主意。不過，同年12月3日，艾席蒙即在Twitter上宣布，自己已經著手開始撰寫小說的續集。2019年3月20日，艾席蒙和出版商Farrar, Straus and Giroux正式公佈了這部續作的書名和出版日期。
在談及創作動機時，艾席蒙表示，雖然他為《以你的名字呼喚我》中的角色賦予了生命，但這些角色卻反過來加深了他對於親密關係與愛情的領悟；在小說被改編成電影後，他意識到自己想要重新與這些角色相處，觀察他們此後的生活，因此創作了《找到我》。

## 出版發行
《找到我》由Farrar, Straus and Giroux出版，於2019年10月29日正式發行。